# Dragon Blade
Dragon Blade (Originaltitel chinesisch 天將雄師 / 天将雄师, Pinyin Tiānjiàng Xióngshī, Jyutping Tin1zoeng3 hung4si1 – „Generäle und mächtige Armeen; Große Generäle und schlagkräftige Truppen“) ist ein 2015 erschienener fiktionaler Historienfilm aus China. Er baut lose auf der Legende auf, dass römische Legionäre an der Seidenstraße auf Soldaten der chinesischen Han-Dynastie trafen und in dem Ort Liqian siedelten (→ Römisch-chinesische Beziehungen). In den Hauptrollen spielen Jackie Chan, John Cusack und Adrien Brody.

## Handlung
Bei der Suche nach Hinweisen für den Wahrheitsgehalt der Legende über römische Legionäre, die in Westchina eine Stadt namens Regum gegründet haben, ziehen amerikanische und chinesische Wissenschaftler zu einer Expedition aus. Dabei entdecken sie tatsächlich die Ruinen der Stadt Regum, die kulturelle Elemente der Römer und Han-Chinesen umfasst.
48 v. Chr.: An Chinas Westgrenze entlang der Seidenstraße kämpfen 36 verschiedene Völker um die Vorherrschaft. Die „Seidenstraßen-Schutztruppe“, eine der Han-Dynastie unterstehende Kompanieeinheit von Soldaten, versucht, die Konflikte zwischen den verfeindeten Parteien zu schlichten und für Sicherheit und ordnungsgemäßen Zoll zu sorgen. So gelingt es Huo An, dem Hauptmann der Schutztruppe, einen Streit zwischen zwei verschiedenen Stämmen zu schlichten, wobei er die Stammesobere Kalter Mond im Kampf bezwingt. Diese bietet sich ihm beeindruckt sexuell an, was Huo An verschämt ablehnt. Eines Tages werden Huo An und seine Leute des Goldschmuggels bezichtigt, von den Soldaten der Präfektur festgesetzt und zu Strafarbeit in der Wildgänse-Festung verurteilt. Die Festungsstadt erweist sich als Ruine, die von Zwangsarbeitern, die verschiedenen Ethnien angehören, wieder aufgebaut werden soll.
Eines Tages erreicht ein erschöpftes römisches Heer, die Legion Schwarzer Adler, die Festung und versucht sie einzunehmen. Nach einem Täuschungsangriff, nach dem der chinesische Kommandeur den vermeintlich Fliehenden nachstellen will, gelingt es den Römern, einen Teil der Chinesen in eine Falle zu locken und gefangen zu nehmen. Daraufhin übernimmt Huo An das Kommando in der Festung und tritt dem Anführer der Römer, Lucius, entgegen. Als Lucius sich weigert, mit seinem Heer abzuziehen, kommt es zum Kampf. Als sich ein Sandsturm nähert, bittet Huo An, den Kampf zu beenden, und lässt die Römer in die Stadt. Die Römer revanchieren sich, indem sie beim Wiederaufbau der Stadtmauer helfen. Zwischen den Chinesen, Römern und den anderen Ethnien entstehen zunehmend freundschaftliche Bande. Schließlich feiern die Stadtbewohner in einer gemeinsamen Zeremonie ihre multikulturelle Gemeinschaft, wobei die Römer ein Lied singen, das ihre tiefe Verbundenheit mit ihrer weit entfernten Heimat ausdrückt. Huo An konfrontiert Lucius mit dem Grund für die Anwesenheit der Römer, woraufhin Lucius erklärt, dass er unter Marcus Licinius Crassus diente, der in das Partherreich zog, um eine Allianz mit der dortigen Königin zu schließen. Weil Crassus seinen jüngeren Sohn, den kleinen Publius, zum Nachfolger erklärte, wandte sich sein ältester Sohn Tiberius gegen ihn, blendete seinen kleinen Bruder und tötete seinen Vater. Daraufhin floh Lucius mit Publius und treuen Gefolgsleuten, seiner Legion Schwarzer Adler, nach Osten, bis er vor die Tore von Regum kam.
Durch Späher erfahren die Bewohner von Regum, dass Tiberius nun mit einem Heer von 100.000 Mann auf Regum zumarschiert. Huo An glaubt, dass Tiberius in Wahrheit mit der chinesischen Präfektur zusammenarbeitet, und reitet in seine Heimatstadt, um seine Familie in Sicherheit zu bringen. Tatsächlich erweist sich seine Vermutung als zutreffend, und die Soldaten der Präfektur versuchen, Huo An und seine Familie gefangen zunehmen. Sie entkommen dank der Hilfe von Kalter Mond und ihrem Stamm, doch wird Huo Ans Ehefrau Xiu Qing von Pfeilen tödlich verwundet. Währenddessen haben in Regum die Präfektur-Chinesen Lucius und den jungen Publius gefangen genommen. Tiberius offenbart, dass er die beiden absichtlich bis an die Seidenstraße entkommen ließ, um einen Vorwand zu haben, ihnen mit seinem Heer zu folgen. In Wahrheit will er die Länder an der Seidenstraße dem Römischen Reich einverleiben, wozu er mit dem Verräter Yin Po aus Huo Ans Schutztruppe zusammenarbeitet. Dieser hat das Präfektursiegel gestohlen und soll neuer Präfekt der Chinesen werden, während in Wahrheit Tiberius die Macht innehat. Außerdem erfährt Lucius, dass einer seiner Männer, um Publius vor seinem bösen Bruder zu schützen, sich gemeinsam mit ihm von einer Klippe gestürzt hat.
Huo kehrt nach Regum zurück, wo er erfährt, dass Tiberius mit Gewalt und Bestechung alle 36 Völker der Seidenstraße vereint hat, nur Regum fehlt noch, wozu er von seinen Leuten ausgeliefert werden soll. Um Blutvergießen zu verhindern, lenkt Huo An ein, doch gelingt es ihm, in einer emotionalen Ansprache an das neu geschaffene Zusammengehörigkeitsgefühl der Einwohner von Regum zu appellieren. Daraufhin entschließen sich die Bewohner zum Kampf und führen Huo An als vermeintlichen Gefangenen in das Lager von Tiberius, wo Lucius und die anderen Römer gefangen sind. Sie befreien die anderen Römer, während sie durch Spione eine Schlacht zwischen Römern und den ihrem neuen Präfekten Yin Po treuen Chinesen provozieren. Yin Po wird kurz darauf von Tiberius im Kampf getötet. Huo An findet den tödlich verletzten Lucius, dem die Augen ausgestochen wurden. Lucius bittet ihn, die Stadt Regum zu verteidigen und von seinem Leid zu erlösen, dem Huo An nachkommt. Nach einem verlustreichen Kampf gelingt es ihm und den verbündeten Römern, aus dem Lager zu fliehen. In der Ebene vor der Festung kommt es zur finalen Schlacht, bei der sich die verschiedenen Völker der Seidenstraße zum Kampf gegen Tiberius’ Römer zusammenschließen. Schließlich stoßen auch die Parther im Kampf gegen Tiberius hinzu. Zwischen Huo An und Tiberius kommt es zum Zweikampf, bei dem es Huo An gelingt, Tiberius zu töten.
Der chinesische Kaiser erlaubt den exilierten Römern schließlich, in der Gänsetor-Festung zu siedeln, die fortan Regum, bzw. im Chinesischen Liqian, genannt wird.

## Historische Ungenauigkeiten

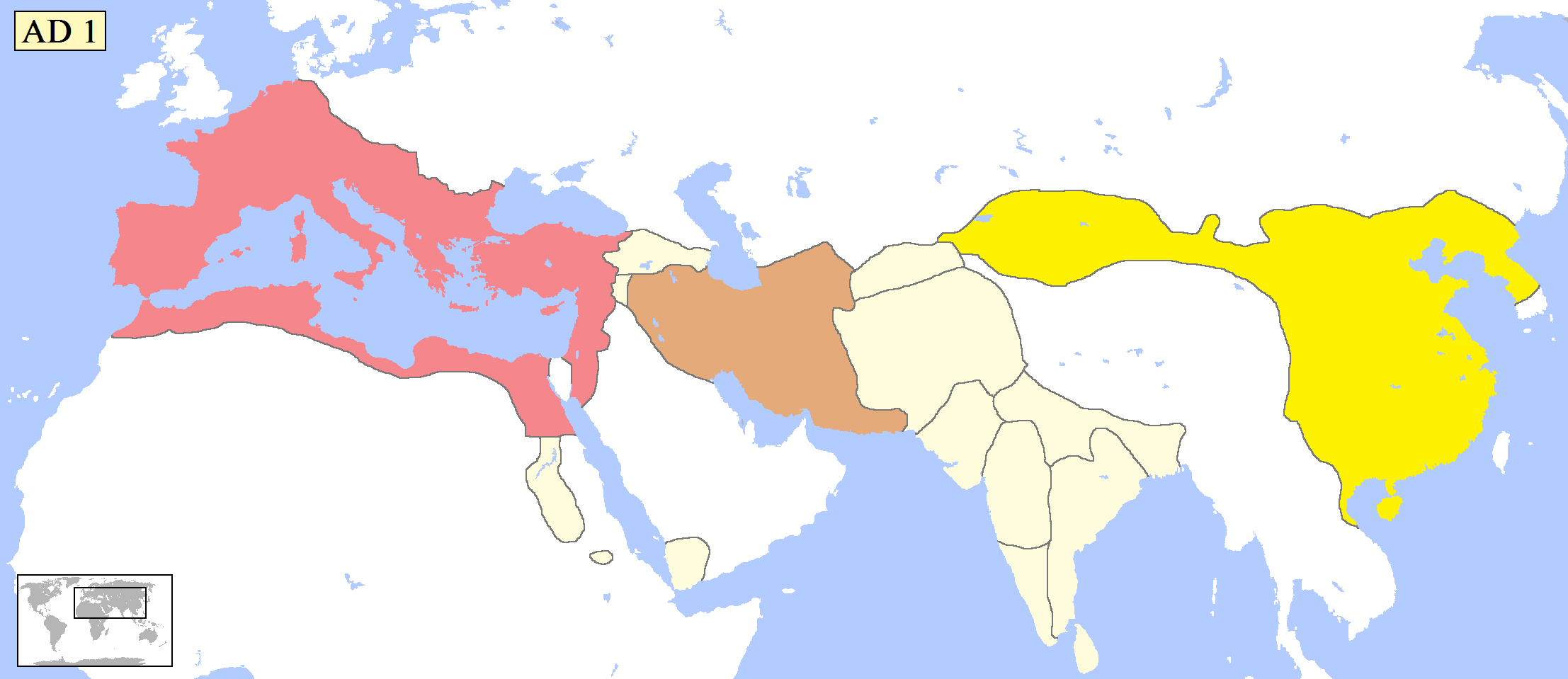
Ungefähre Grenzen der Reiche der Römer (rot), Partner (orange) und Han-Chinesen (gelb) um 1 n. Chr.

Trotz Bemühungen einen historischen Kontext herzustellen und der Behauptung in der Einleitung, dass der Film auf wahren Begebenheiten basiert, hat die Filmhandlung keinerlei historischen Wahrheitsgehalt. Bereits rein geografisch gesehen ist die Handlung abstrus, da Lucius mit Publius zu den verbündeten Parthern will und dabei in Zentralasien/Westchina landet. Sofern er mit seinem Heer nicht nördlich um das Kaspische Meer herum- und durch Zentralasien durchgewandert wäre, wäre er auf dem Landweg zwangsläufig durch das Partherreich hindurchgereist, um vom Römischen Reich aus gen Osten nach China zu gelangen.
Im Film sind die Parther die Verbündeten von Marcus Crassus, in der Realität waren sie der einzig verbliebene große Rivale des Römischen Reiches und Marcus Crassus starb im Jahr 53 v. Chr. bei einem Feldzug gegen die Parther. Crassus hatte nie einen Sohn namens Tiberius, sein älterer Sohn Marcus war Quästor. Crassus jüngerer Sohn Publius Licinius Crassus starb nicht als Kind, sondern als erwachsener Mann zusammen mit seinem Vater Marcus Crassus bei dessen Feldzug gegen die Parther nach der Schlacht bei Carrhae. Publius Licinius Crassus hätte nie „Thronfolger“ seines Vaters werden können, da Crassus in seiner Funktion als Konsul zeitlich begrenzt vom römischen Senat ernannt wurde.
Beim bilingualen Allianzvertrag zwischen den Römern und Parthern wird für die parthische Seite das arabische Alphabet verwendet, das zu dieser Zeit mindestens drei Jahrhunderte noch nicht existierte und im Raum Persien und Zentralasien erst mit dessen Islamisierung als Folge der Islamischen Expansion im 7. und 8. Jahrhundert n. Chr. Verbreitung fand.

## Wissenswertes
Während der Film im Schnitt mittelmäßige bis negative Kritiken bekam, erfreut sich aus dem Film das auf Latein gesungene Lied „Light of Rome“ großer Beliebtheit. Im Internet verzeichnet es mitunter Millionen Aufrufe.
Der Film existiert in zwei Fassungen, der Kinofassung für die internationale Kinoauswertung sowie eine längere chinesische Version.

## Rezeption
Auf dem Kritikenportal Internet Movie Database kommt der Film auf eine Wertung von 5,9 von 10 Punkten bei über 20.800 Bewertungen. Bei Rotten Tomatoes kommt der Film bei professionellen Kritiken auf eine Wertung von 35 %, beim allgemeinen Publikum auf 39 % bei über 2.500 abgegebenen Bewertungen.